# Corabia
Corabia – miasto w Rumunii, w okręgu Aluta, nad Dunajem. Liczy 23 tys. mieszkańców (2006).
W czasach starorzymskich fort Sucidava w prowincji Dacja, położony na przeciwległej stronie Dunaju w stosunku do miasta Oescus w prowincji Mezja Dolna, połączony z nim od 328 roku (do 450) przez Most Konstantyna.
W mieście rozwinął się przemysł materiałów budowlanych, drzewny, odzieżowy oraz spożywczy.